# Johannes Driedo
Johannes Driedo oder auch Johannes Nys (* um 1480 bei Turnhout; † 4. August 1535 in Löwen) war ein belgischer Theologe.

## Leben
Driedo studierte ab 1491 an der Universität Löwen zunächst die freien Künste. 1499 begann er sein Theologiestudium. 1513 erwarb er den Doktor der Theologie, wurde Professor an der Theologischen Fakultät und bekleidete auch das Amt des Rektors der Hochschule. Bis zu seinem Tod 1535 war er zudem als Pfarrer an der Löwener St. Jakobs-Kirche tätig.
Bereits 1520 bemühte er sich um eine Widerlegung der lutherischen Lehre. Andererseits wandte er sich aber auch gegen Erasmus von Rotterdam, dem er eine Wiederbelebung des Pelagianismus vorwarf.

## Theologie
Einflussreich wurde Driedos Werk De Ecclesiasticis scripturis et dogmatibus von 1533. Driedos Anliegen war eine richtige Auslegung der Hl. Schrift. In dieser Schrift, so Heribert Smolinsky, „verband er humanistische Vätertheologie mit der Scholastik“.
Hubert Filser schreibt: Driedo „lehrte immer wieder, daß die auf den Glauben bezogenen Dogmen in der Hl. Schrift irgendwie erwähnt sein müssen. Die Lehre Christi und der Apostel, die in den kanonischen Schriften ausgedrückt sind, enthalten nach ihm alle für das Heil des Menschengeschlechtes notwendige Dogmen“. Die Sittenlehren hingegen seien in Teilen in der Schrift als auch in Teilen in der Tradition enthalten. Damit ist bereits die entscheidende Passage der Professio fidel Tridentina Pius’ IV. vorweggenommen.

## Werke
- De ecclesiasticis scripturis et dogmatibus libri quattuor (Löwen 1533)
- De captivitate et redemptione generis humani liber unus (Löwen 1534)
- De Concordia liberi arbitrii et praedestinationis divinae liber unus (Löwen 1537)
- De gratia et libero arbitrio libri duo (Löwen 1537)
- De libertate christiana libri tres (Löwen 1540)

## Links
- Literatur von und über Johannes Driedo im Katalog der Deutschen Nationalbibliothek